# Zuna

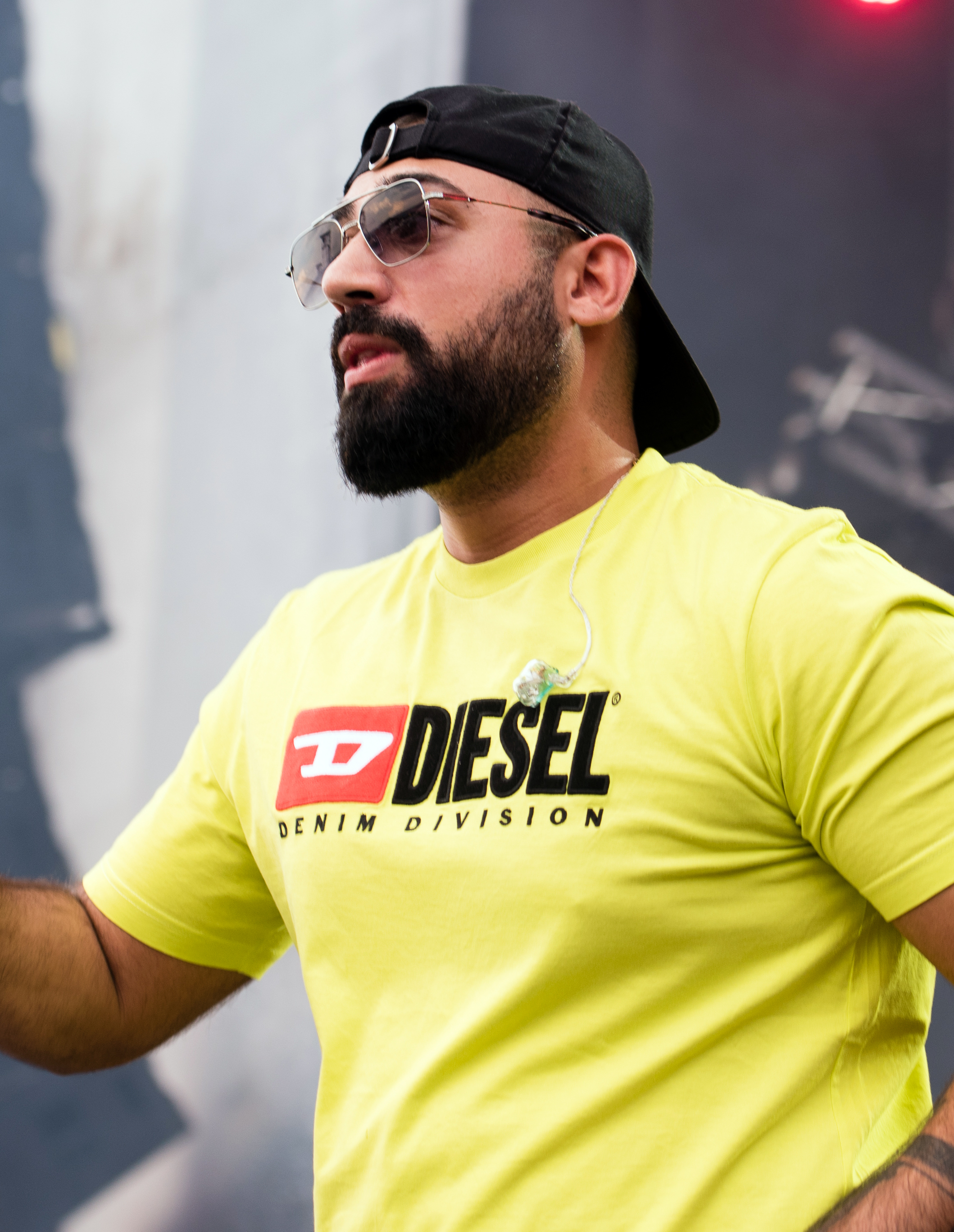
Zuna (2019)

Zuna (* 1993 in Baalbek, Libanon; bürgerlich Ghassan Ramlawi, arabisch غسان رملاوي) ist ein deutscher Rapper libanesischer Herkunft. Er ist Teil der Dresdener Rap-Crew KMN Gang.

## Musikalischer Werdegang
Zuna stammt aus der libanesischen Stadt Baalbek und hat drei Geschwister. 2001 verließ er mit seiner alleinerziehenden Mutter und Geschwistern als 7-jähriger das Land und kam nach Aufenthalten in mehreren Ländern in Deutschland an. Dort lebten sie u. a. in München und zogen später in die Schweiz, wo sie jedoch kein Asyl bekamen und in den Libanon abgeschoben wurden, als Zuna 15 Jahre alt war. Die Familie kam im selben Jahr wieder nach Deutschland und lebt seitdem in Dresden. Drei Jahre später bekamen sie Asyl.
Zuna stieß 2010 zur frisch gegründeten KMN Gang. Nach ersten gemeinsamen Produktionen konnte er mit seinem Track Fuck the Police im Jahr 2015 erstmals überregional Aufmerksamkeit erlangen. Im selben Jahr erschien auch sein Debütalbum Planet Zuna. Sein musikalischer Stil ist dem Straßenrap zuzuordnen, allerdings bedient er sich auch an Elementen aus Afrobeat und Dancehall. Mit der Single KMN war Zuna im Dezember 2016 erstmals in den deutschen Singlecharts vertreten und im Februar folgte Cazal, eine Kollaboration mit Miami Yacine, das sogar die Top 20 erreichte. Gleichzeitig waren auch andere Mitglieder der KMN-Crew mit Einzeltracks in den Charts vertreten. Nummer 1 war eine Kollaboration mit Azet und Noizy, welche als erste KMN-Produktion die Top 10 der deutschen Singlecharts sowie eine Goldauszeichnung erreichte.
Am 14. April 2017 veröffentlichte er sein Album Mele7, womit Zuna in der ersten Woche auf Platz zwei der deutschen Charts einstieg.
Am 8. März 2019 erschien das Kollaboalbum Super Plus mit dem Rapper Azet, das sich auf Platz 1 der deutschen und österreichischen Singlecharts platzieren konnte. Am 16. September 2022 folgte mit Ultra Plus das Nachfolge-Album, welches in Deutschland Platz 7 erreichte.

## Diskografie

### Studioalben
| Jahr | Titel      | Höchstplatzierung, Gesamtwochen, AuszeichnungChartplatzierungen (Jahr, Titel, Platzierungen, Wochen, Auszeichnungen, Anmerkungen) | Höchstplatzierung, Gesamtwochen, AuszeichnungChartplatzierungen (Jahr, Titel, Platzierungen, Wochen, Auszeichnungen, Anmerkungen) | Höchstplatzierung, Gesamtwochen, AuszeichnungChartplatzierungen (Jahr, Titel, Platzierungen, Wochen, Auszeichnungen, Anmerkungen) | Anmerkungen                                              |
| Jahr | Titel      | DE | AT | CH | Anmerkungen                                              |
| ---- | ---------- | --- | --- | --- | -------------------------------------------------------- |
| 2017 | Mele7      | DE2 Gold · (18 Wo.)DE | AT4 (4 Wo.)AT | CH1 (5 Wo.)CH | Erstveröffentlichung: 14. April 2017 Verkäufe: + 100.000 |
| 2019 | Super Plus | DE1 (20 Wo.)DE | AT1 (17 Wo.)AT | CH2 (25 Wo.)CH | Erstveröffentlichung: 8. März 2019 mit Azet              |
| 2021 | Mele7 2    | DE16 (2 Wo.)DE | AT9 (1 Wo.)AT | CH9 (3 Wo.)CH | Erstveröffentlichung: 15. Januar 2021                    |
| 2022 | Auf Loop   | DE33 (2 Wo.)DE | AT63 (1 Wo.)AT | CH32 (2 Wo.)CH | Erstveröffentlichung: 10. Juni 2022                      |
| 2022 | Ultra Plus | DE7 (4 Wo.)DE | AT11 (2 Wo.)AT | CH3 (6 Wo.)CH | Erstveröffentlichung: 16. September 2022 mit Azet        |
| 2024 | SOS        | — | — | CH70 (1 Wo.)CH | Erstveröffentlichung: 12. Januar 2024                    |

Weitere Studioalben
- 2015: Planet Zuna
- 2016: Richtung Paradies

### Singles als Leadmusiker
| Jahr | Titel Album                         | Höchstplatzierung, Gesamtwochen, AuszeichnungChartplatzierungen (Jahr, Titel, Album, Platzierungen, Wochen, Auszeichnungen, Anmerkungen) | Höchstplatzierung, Gesamtwochen, AuszeichnungChartplatzierungen (Jahr, Titel, Album, Platzierungen, Wochen, Auszeichnungen, Anmerkungen) | Höchstplatzierung, Gesamtwochen, AuszeichnungChartplatzierungen (Jahr, Titel, Album, Platzierungen, Wochen, Auszeichnungen, Anmerkungen) | Anmerkungen                                                                      |
| Jahr | Titel Album                         | DE | AT | CH | Anmerkungen                                                                      |
| --- | ----------------------------------- | --- | --- | --- | -------------------------------------------------------------------------------- |
| 2016 | KMN Mele7                           | DE88 (1 Wo.)DE | — | — | Erstveröffentlichung: 2. Dezember 2016                                           |
| 2017 | Wieso? Mele7                        | DE50 Gold · (17 Wo.)DE | AT99 (2 Wo.)AT | CH79 (1 Wo.)CH | Erstveröffentlichung: 27. Januar 2017 Verkäufe: + 200.000                        |
| 2017 | Cazal Mele7                         | DE20 (10 Wo.)DE | AT69 (1 Wo.)AT | CH67 (1 Wo.)CH | Erstveröffentlichung: 17. Februar 2017 feat. Miami Yacine                        |
| 2017 | Nummer 1 Mele7                      | DE7 Platin · (24 Wo.)DE | AT42 Gold · (9 Wo.)AT | CH25 Gold · (8 Wo.)CH | Erstveröffentlichung: 10. März 2017 Verkäufe: + 425.000; feat. Azet & Noizy      |
| 2017 | Mele 7 Mele7                        | DE88 (1 Wo.)DE | — | — | Erstveröffentlichung: 24. März 2017                                              |
| 2018 | Ayé KMN Street EP                   | DE23 (6 Wo.)DE | AT46 (1 Wo.)AT | CH56 (1 Wo.)CH | Erstveröffentlichung: 2. März 2018                                               |
| 2018 | Skam Koh Super Plus                 | DE5 (7 Wo.)DE | AT10 (3 Wo.)AT | CH4 (5 Wo.)CH | Erstveröffentlichung: 23. November 2018 mit Azet                                 |
| 2018 | Lelele Super Plus                   | DE6 Gold · (13 Wo.)DE | AT11 (9 Wo.)AT | CH5 (9 Wo.)CH | Erstveröffentlichung: 21. Dezember 2018 Verkäufe: + 200.000; mit Azet            |
| 2019 | Wenn die Sonne untergeht Super Plus | DE7 (9 Wo.)DE | AT8 (5 Wo.)AT | CH9 (5 Wo.)CH | Erstveröffentlichung: 18. Januar 2019 mit Azet                                   |
| 2019 | Hallo Hallo Super Plus              | DE3 (9 Wo.)DE | AT7 (5 Wo.)AT | CH7 (4 Wo.)CH | Erstveröffentlichung: 8. Februar 2019 mit Azet                                   |
| 2019 | Fragen Super Plus                   | DE4 Gold · (9 Wo.)DE | AT9 (6 Wo.)AT | CH10 (4 Wo.)CH | Erstveröffentlichung: 22. Februar 2019 Verkäufe: + 200.000; mit Azet             |
| 2019 | Biturbo Need for Speed Heat O.S.T   | DE26 (3 Wo.)DE | AT43 (1 Wo.)AT | CH83 (1 Wo.)CH | Erstveröffentlichung: 4. Oktober 2019 mit Bausa                                  |
| 2020 | Du bist mein Mele7 2                | DE1 Gold · (10 Wo.)DE | AT2 Gold · (9 Wo.)AT | CH3 Gold · (8 Wo.)CH | Erstveröffentlichung: 27. März 2020 Verkäufe: + 225.000; mit Loredana            |
| 2020 | Benzema Mele7 2                     | DE39 (1 Wo.)DE | AT54 (1 Wo.)AT | CH61 (1 Wo.)CH | Erstveröffentlichung: 5. Juni 2020                                               |
| 2020 | 1 Stunde Mele7 2                    | DE12 (2 Wo.)DE | AT42 (1 Wo.)AT | CH21 (2 Wo.)CH | Erstveröffentlichung: 27. November 2020                                          |
| 2020 | Nshallah Mele7 2                    | DE56 (1 Wo.)DE | — | CH67 (1 Wo.)CH | Erstveröffentlichung: 11. Dezember 2020                                          |
| 2021 | Du hast recht Mele7 2               | DE26 (2 Wo.)DE | AT56 (1 Wo.)AT | CH58 (1 Wo.)CH | Erstveröffentlichung: 8. Januar 2021                                             |
| 2021 | Tag und Nacht Mele7 2               | DE60 (1 Wo.)DE | — | — | Erstveröffentlichung: 15. Januar 2021                                            |
| 2021 | Bis ich tot bin –                   | DE62 (1 Wo.)DE | — | — | Erstveröffentlichung: 26. März 2021 mit Jumpa                                    |
| 2021 | Baby 2.0 –                          | DE16 (5 Wo.)DE | AT35 (2 Wo.)AT | CH19 (3 Wo.)CH | Erstveröffentlichung: 24. September 2021 mit Lune                                |
| 2022 | Vorbei –                            | DE96 (1 Wo.)DE | — | — | Erstveröffentlichung: 13. Mai 2022                                               |
| 2022 | Neapel –                            | DE95 (1 Wo.)DE | — | — | Erstveröffentlichung: 27. Mai 2022                                               |
| 2022 | KMN Ultra Plus                      | DE14 (2 Wo.)DE | AT27 (1 Wo.)AT | CH7 (2 Wo.)CH | Erstveröffentlichung: 24. Juni 2022 mit Azet                                     |
| 2022 | Karussell Ultra Plus                | DE20 (3 Wo.)DE | AT28 (1 Wo.)AT | CH23 (1 Wo.)CH | Erstveröffentlichung: 15. Juli 2022 mit Azet                                     |
| 2022 | OEO Ultra Plus                      | DE59 (3 Wo.)DE | AT59 (2 Wo.)AT | CH30 (6 Wo.)CH | Erstveröffentlichung: 5. August 2022 mit Azet feat. Dhurata Dora                 |
| 2022 | Bora Ultra Plus                     | DE78 (1 Wo.)DE | — | CH71 (1 Wo.)CH | Erstveröffentlichung: 5. August 2022 mit Azet                                    |
| 2022 | SL Ultra Plus                       | DE58 (1 Wo.)DE | — | CH49 (1 Wo.)CH | Erstveröffentlichung: 26. August 2022 mit Azet                                   |
| 2022 | Bleib am Ball –                     | DE71 (1 Wo.)DE | — | CH70 (1 Wo.)CH | Erstveröffentlichung: 14. Oktober 2022 mit Zuna                                  |
| 2023 | Hol mir deine Cousine –             | DE— aDE | — | — | Erstveröffentlichung: 7. Juli 2023                                               |
| 2023 | I Love You –                        | DE— bDE | — | — | Erstveröffentlichung: 7. Juli 2023                                               |
| 2023 | Papaya –                            | DE— cDE | — | — | Erstveröffentlichung: 1. September 2023                                          |
| 2023 | Pasha nanen –                       | — | — | CH57 (2 Wo.)CH | Erstveröffentlichung: 15. September 2023 mit This Is Dardy                       |
| 2023 | La 3youne –                         | DE— dDE | — | — | Erstveröffentlichung: 13. Oktober 2023                                           |
| 2023 | 7 Sitzer –                          | DE— eDE | — | — | Erstveröffentlichung: 24. November 2023                                          |
| 2024 | Caliente –                          | DE— fDE | — | — | Erstveröffentlichung: 2024 feat. Shabab                                          |
| Folgende Lieder erschienen nicht als Single, wurden aber durch das Album zum Download und Streaming bereitgestellt und konnten somit eine Platzierung erlangen: |                                     | | | |                                                                                  |
| |                                     | | | |                                                                                  |
| 2017 | Baby Mele7                          | DE51 Gold · (6 Wo.)DE | — | CH61 (1 Wo.)CH | Charteinstieg: 21. April 2017 Verkäufe: + 200.000                                |
| 2017 | Original Mele7                      | DE52 (2 Wo.)DE | AT71 (1 Wo.)AT | CH43 (2 Wo.)CH | Charteinstieg: 21. April 2017 feat. Nash                                         |
| 2017 | Czech Republic Mele7                | DE78 (1 Wo.)DE | — | — | Charteinstieg: 21. April 2017 feat. Azet                                         |
| 2017 | Dale Mele7                          | DE83 (1 Wo.)DE | — | — | Charteinstieg: 21. April 2017                                                    |
| 2017 | Viertel Mele7                       | DE92 (1 Wo.)DE | — | — | Charteinstieg: 21. April 2017                                                    |
| 2019 | Kamehameha Super Plus               | DE5 (4 Wo.)DE | AT9 (3 Wo.)AT | CH10 (3 Wo.)CH | Charteinstieg: 15. März 2019 mit Azet                                            |
| 2019 | Pam Pam Super Plus                  | DE18 (2 Wo.)DE | AT20 (1 Wo.)AT | CH23 (1 Wo.)CH | Charteinstieg: 15. März 2019 mit Azet                                            |
| 2019 | Pare Super Plus                     | DE31 (1 Wo.)DE | — | CH14 (2 Wo.)CH | Charteinstieg: 15. März 2019 mit Azet                                            |
| 2019 | Nese Don Super Plus                 | DE45 (1 Wo.)DE | — | — | Charteinstieg: 15. März 2019 mit Azet feat. RAF Camora                           |
| 2019 | Ist es wahr Super Plus              | DE52 (2 Wo.)DE | — | — | Charteinstieg: 15. März 2019 mit Azet                                            |
| 2019 | Geld verdammt Super Plus            | DE65 (1 Wo.)DE | — | — | Charteinstieg: 15. März 2019 mit Azet feat. Miami Yacine                         |
| 2019 | Zieh Super Plus                     | DE69 (1 Wo.)DE | — | — | Charteinstieg: 15. März 2019 mit Azet                                            |
| 2019 | Ghetto Super Plus                   | DE73 (1 Wo.)DE | — | — | Charteinstieg: 15. März 2019 mit Azet                                            |
| 2021 | Guck Mama 2 Mele7 2                 | — | — | CH91 (1 Wo.)CH | Charteinstieg: 24. Januar 2021                                                   |
| 2022 | Ohh oh Ultra Plus                   | DE34 (1 Wo.)DE | — | CH57 (1 Wo.)CH | Videoauskopplung: 16. September 2022 Charteinstieg: 23. September 2022; mit Azet |

Weitere Singles
- 2016: Hol mir dein Cousin (Zuna feat. Nimo)
- 2016: Bereit zu sterben (Manuellsen feat. Zuna)
- 2016: Kartell (feat. Azet & Nash, DE: Gold)

### Singles als Gastmusiker
| Jahr | Titel Album                  | Höchstplatzierung, Gesamtwochen, AuszeichnungChartplatzierungen (Jahr, Titel, Album, Platzierungen, Wochen, Auszeichnungen, Anmerkungen) | Höchstplatzierung, Gesamtwochen, AuszeichnungChartplatzierungen (Jahr, Titel, Album, Platzierungen, Wochen, Auszeichnungen, Anmerkungen) | Höchstplatzierung, Gesamtwochen, AuszeichnungChartplatzierungen (Jahr, Titel, Album, Platzierungen, Wochen, Auszeichnungen, Anmerkungen) | Anmerkungen                                                                            |
| Jahr | Titel Album                  | DE | AT | CH | Anmerkungen                                                                            |
| --- | ---------------------------- | --- | --- | --- | -------------------------------------------------------------------------------------- |
| 2017 | Großstadtdschungel Casia     | DE41 (4 Wo.)DE | AT67 (1 Wo.)AT | CH70 (1 Wo.)CH | Erstveröffentlichung: 8. September 2017 mit Miami Yacine                               |
| 2018 | Kriminell Fast Life          | DE5 (8 Wo.)DE | AT11 (5 Wo.)AT | CH13 (5 Wo.)CH | Erstveröffentlichung: 16. März 2018 Azet feat. Zuna & Noizy                            |
| 2018 | KMN Member –                 | DE11 (7 Wo.)DE | AT10 (4 Wo.)AT | CH9 (4 Wo.)CH | Erstveröffentlichung: 29. Juni 2018 KMN Gang feat. Azet, Miami Yacine, Nash & Zuna     |
| 2021 | Habibi –                     | DE29 Gold · (3 Wo.)DE | AT52 (1 Wo.)AT | CH46 (3 Wo.)CH | Erstveröffentlichung: 5. März 2021 Verkäufe: + 200.000; Ricky Rich feat. Dardan & Zuna |
| Folgende Lieder erschienen nicht als Single, wurden aber durch das Album zum Download und Streaming bereitgestellt und konnten somit eine Platzierung erlangen: |                              | | | |                                                                                        |
| |                              | | | |                                                                                        |
| 2018 | Wer will mitfahren Fast Life | DE98 (1 Wo.)DE | — | — | Charteinstieg: 6. April 2018 Azet feat. Zuna                                           |
| 2018 | Safari Allein                | DE57 (1 Wo.)DE | — | — | Charteinstieg: 9. November 2018 Capital Bra feat. Zuna                                 |

## Auszeichnungen für Musikverkäufe
Anmerkung: Auszeichnungen in Ländern aus den Charttabellen bzw. Chartboxen sind in ebendiesen zu finden.
| Land/RegionAuszeichnungen für Musikverkäufe (Land/Region, Auszeichnungen, Verkäufe, Quellen) | Gold       | Platin  | Verkäufe  | Quellen           |
| -------------------------------------------------------------------------------------------- | ---------- | ------- | --------- | ----------------- |
| Deutschland (BVMI)                                                                           | 8× Gold8   | Platin1 | 1.900.000 | musikindustrie.de |
| Österreich (IFPI)                                                                            | 2× Gold2   | —       | 30.000    | ifpi.at           |
| Schweiz (IFPI)                                                                               | 2× Gold2   | —       | 20.000    | hitparade.ch      |
| Insgesamt                                                                                    | 12× Gold12 | Platin1 |           |                   |